# Măguri-Răcătău
Măguri-Răcătău là một xã thuộc hạt Cluj, România. Dân số thời điểm năm 2002 là 2413 người.